# 情報の非対称性

完全情報下での買い手と売り手の力関係のバランスを示す図

契約理論と経済学において、情報の非対称性（じょうほうのひたいしょうせい、英: Information asymmetry）とは、取引における意思決定の研究で一方の当事者がもう一方よりも多くの、または優れた情報を持っている状態のことをいう。
情報の非対称性は取引における力関係の不均衡を生み出し、時には取引の非効率性を引き起こし、最悪の場合は市場の失敗を招く。この問題の例としては、逆選抜、モラルハザード、知識の独占などがある。
情報の非対称性を可視化する一般的な方法は、片方に売り手、もう片方に買い手を置いた天秤である。売り手の方が多くの、または優れた情報を持っている場合、取引は売り手に有利に行われる可能性が高い（「力関係のバランスが売り手側に傾いている」）。例えば、中古車を売る場合、売り手は車の状態や市場価値について買い手よりもはるかに良く理解しているのに対し、買い手は売り手から提供された情報と自身の車両評価に基づいて市場価値を推定するしかない。しかし、力関係のバランスが買い手側に傾くこともある。健康保険を購入する際、買い手は将来の健康リスクの全詳細を提供する義務がない場合がある。この情報を保険会社に提供しないことで、買い手は将来保険金の支払いを必要とする可能性がはるかに低い人と同じ保険料を支払うことになる。隣の画像は、完全情報下での2つの主体間の力関係のバランスを示している。完全情報とは、全ての当事者が完全な知識を持っていることを意味する。買い手の方が多くの情報を持っている場合、取引を操作する力は買い手側に傾くことで表される。
情報の非対称性は経済的行動以外にも及ぶ。民間企業は規制当局よりも規制がない場合に取るであろう行動や規制の有効性について優れた情報を持っており、規制の効果が損なわれる可能性がある。国際関係論では、情報の非対称性が戦争の原因となり得ること、そして「近代の大戦の大半は、指導者が勝利の見通しを誤算したことに起因する」ことが認識されている。ジャクソンとモレリは、国家指導者の間には「相手の武装、軍人の質や戦術、決意、地理、政治的風土、あるいは単に異なる結果の相対的確率についての知識（すなわち信念）の違い」や、「他の主体の動機に関する不完全な情報」がある場合に情報の非対称性が存在すると述べている。
情報の非対称性は、プリンシパル＝エージェント問題の文脈で研究され、誤報の主要な原因であり、あらゆるコミュニケーション過程に不可欠である。情報の非対称性は、新古典派経済学の重要な仮定である完全情報と対照的である。
1996年、ジェームズ・マーリーズとウィリアム・ヴィックリーは「非対称情報下でのインセンティブの経済理論への基本的貢献」に対してノーベル経済学賞を受賞した。これにより、ノーベル委員会は経済学における情報問題の重要性を認めた。その後、2001年に「非対称情報の市場分析」に対してジョージ・アカロフ、マイケル・スペンス、ジョセフ・E・スティグリッツにもノーベル賞が授与された。

## 歴史
情報の非対称性の問題は市場の存在と同じくらい昔から存在していたが、第二次世界大戦後までほとんど研究されなかった。これは非常に多岐にわたるトピックを包含する包括的な用語である。
ギリシャのストア派（紀元前2世紀）は、ロードス島の商人の物語で、売り手が特権的な情報から得る優位性を扱った。それによると、ロードス島で飢饉が発生し、アレクサンドリアの複数の穀物商人が物資を届けるために出航した。競争相手よりも先に到着した商人の1人は選択に直面する。ロードス島の人々に穀物が届く途中であることを知らせるべきか、それとも自分だけがその知識を持っているべきか。どちらの決定も彼の利益率を左右する。キケロはこのジレンマを『義務について』で取り上げ、商人には開示する義務があるというギリシャのストア派の意見に同意した。トマス・アクィナスはこの合意を覆し、価格の開示は義務ではないと考えた。
上記の3つのトピックはいくつかの重要な先行研究に基づいている。ジョセフ・E・スティグリッツは、アダム・スミス、ジョン・スチュアート・ミル、マックス・ヴェーバーなど、以前の経済学者の研究を検討した。彼は最終的に、これらの経済学者は情報の問題を理解していたように見えるが、その影響をほとんど考慮せず、影響を最小限に抑えるか、単に二次的な問題と見なす傾向があったと結論付けている。
この例外の1つは、経済学者フリードリヒ・ハイエクの研究である。財の相対的希少性を伝える情報としての価格に関する彼の研究は、情報の非対称性を早期の形で認識したものと言えるが、別の名称が使われている。

### 2001年ノーベル賞の着想
情報の問題は常に人間の生活に影響を与えてきたが、1970年代近くになるまで本格的な研究はされていなかった。その頃、3人の経済学者が情報と市場の相互作用について革新的な考え方をもたらすモデルを詳細に説明した。ジョージ・アカロフの論文『レモンの市場』。は、品質が不確実な場合の様々な市場の結果を説明するモデルを導入した。アカロフの主要モデルは、売り手が車の正確な品質を知っている自動車市場を考察している。対照的に、買い手は車が良いか悪い（レモン）かの確率しか知らない。買い手は良い車にも悪い車にも（期待品質に基づいて）同じ価格を支払うため、高品質の車を持つ売り手は取引が不採算だと判断して撤退し、結果的に悪い車の割合が高い市場になる。買い手が期待品質を調整してさらに低い価格を提示すると、それほど悪くない品質の車がさらに駆逐され、この病理的な経路が続く可能性がある。これは、完全情報の下では全ての車がその品質に応じて売れるのに対し、情報の非対称性だけで引き起こされる市場の失敗である。アカロフはこのモデルを拡張して他の現象を説明した。保険料を上げても高齢者が医療保険に加入しやすくならないのはなぜか。雇用主がマイノリティの雇用を合理的に拒否するのはなぜか。様々な応用を通じて、アカロフは市場における信頼の重要性を発展させ、保険市場、信用市場、発展途上地域における「不正直のコスト」を強調した。同時期に、マイケル・スペンスという経済学者が労働市場のシグナリングについて執筆し、同名の著作を発表した。最後のトピックは、スティグリッツのスクリーニングのメカニズムに関する研究である。この3人の経済学者は当時の様々な経済の謎をさらに明確にするのに貢献し、2001年にこの分野への貢献でノーベル賞を受賞した。それ以来、何人かの経済学者がこの謎のさらなる部分を解明すべく彼らの後を継いでいる。

#### アカロフ
アカロフは経済学者ケネス・アローの研究に大きく依拠した。1972年にノーベル経済学賞を受賞したアローは、特に医療分野における不確実性を研究した（Arrow 1963）。彼の研究は、アカロフの研究にとって重要となるいくつかの要因を浮き彫りにした。第一に、モラルハザードの概念である。保険に加入することで、顧客は費用が補償されることを知っているため、保険に加入していない場合よりも注意を怠る可能性がある。つまり、注意を怠り、リスクを高めるインセンティブが存在する。第二に、アローは保険会社のビジネスモデルを研究し、高リスクの個人と低リスクの個人がプールされているが、両者とも同じ費用で補償されていることに気付いた。第三に、アローは医師と患者の関係における信頼の役割に注目した。医療提供者は患者が病気の時にのみ報酬を得るが、健康な時は報酬を得ない。このため、医師には可能な限りの質の高いケアを提供しないという大きなインセンティブがある。患者は医師に従い、医師が自分の知識を最大限に活用して最善のケアを提供してくれることを信じなければならない。こうして、信頼関係が築かれる。アローによれば、医師は患者がその仕事の質を検査できない、あるいは検査しないにもかかわらず、サービスを一般に販売するために信頼という社会的義務に依存している。最後に、この特殊な関係は、医師による医療サービスの質を維持するために、医師が高度な教育と認定を受けることを要求していると指摘している。アローのこれら4つのアイデアは、アカロフの研究に大きく貢献した。

#### スペンス
スペンスは着想の源泉を明示していない。しかし、知識の追求の過程でアイデアを議論する上で、ケネス・アローとトーマス・シェリングが役立ったと認めている。彼は「シグナリング」という用語を初めて使用し、経済学に重要な概念を導入したと考えていたため、他の経済学者にもこの研究を続けるよう促した。

#### スティグリッツ
スティグリッツの学問的着想のほとんどは同時代の人々からのものだった。スティグリッツは主に、スペンスとアカロフの論文、そして共著者のマイケル・ロスチャイルドとの初期の研究（Rothschild and Stiglitz 1976）から考えを得たと述べている。これらはそれぞれ、スクリーニングの様々な側面と教育の役割について議論したものである。スティグリッツの研究はスペンスとアカロフの研究を補完するものであり、アカロフと同じくアローからいくつかの着想を得ていた。
情報の非対称性の議論は、アカロフが同名の論文で「レモンの市場」のアイデアを紹介した1970年代に経済学の最前線に躍り出た（Akerlof 1970）。この論文で、アカロフは中古車の特定の売り手が買い手よりも多くの知識を持っているという基本的な概念を導入し、これが「逆選抜」と呼ばれる現象につながる可能性があることを示した。このアイデアは、経済学における情報の非対称性の歴史と理解において最も重要なものの1つかもしれない。
スペンスは、アカロフの研究発表直後に「シグナリング」のアイデアを紹介した。
スティグリッツは、「スクリーニング」と呼ばれる情報の非対称性の経済的機能を導入することで、スペンスとアカロフのアイデアを拡張した。この分野におけるスティグリッツの研究は、情報の非対称性の問題が多数存在する保険市場を対象としていた。

### 2001年ノーベル賞受賞研究の影響
この3人の経済学者のシンプルながら革新的な研究は、経済学に一つの動きを生み出し、この分野の市場に対する見方を永遠に変えた。新古典派モデルのほとんどのように、完全情報を仮定できない問題が存在することが明らかになった。情報の非対称性は学術文献でその重要性を増していった。1996年、ジェームズ・ミラーとウィリアム・ヴィックリーは、1970年代に非対称情報下の不確実性に直面したインセンティブ問題に関する研究でノーベル賞を受賞した。このような学術的研究の影響は数十年にわたって認識されないこともある。アカロフ、スペンス、スティグリッツが提示したトピックとは異なり、ミラーとヴィックリーは、所得税とオークションが市場参加者から効率的に情報を引き出すメカニズムとしてどのように使用できるかに焦点を当てた。この受賞は、経済学における情報の非対称性の重要性を示すものだった。それ以降、このトピックに関するより大きな議論が始まり、2001年に再び3人の経済学者が前述のトピックに大きく貢献したとしてノーベル委員会から賞を授与された。
1970年代以降も、これらの経済学者は経済学の分野に貢献し、自らの理論を発展させ続け、全員が大きな影響を与えてきた。アカロフの研究は、中古車市場だけでなくより広範な影響を及ぼした。中古車市場でのプーリング効果は、マイノリティの雇用市場でも起きている。
アカロフの研究の最も注目すべき影響の1つは、ケインズ経済学への影響である。アカロフは、失業が自発的であるというケインズ理論は、失業率が上昇すると自発的離職も増加することを意味すると主張する。彼は、純粋な経済学ではなく心理学や社会学に基づく論理を用いて批評家に反論した。さらに、人々は常に合理的に行動するわけではなく、情報の非対称性によって「近似的合理性」しか生じず、雇用慣行に関する最適な行動から逸脱する原因となると補足した。
アカロフは行動経済学を支持し続け、心理学や社会学へのこれらの踏み込みは情報の非対称性の深遠な拡張であると述べている。
スティグリッツは、この3人の研究が経済学の分野に大きな波を生み出したと述べている。彼は第三世界の経済を探求し、それらが彼らの理論と一致する行動を示しているように見えたと指摘した。他の経済学者が情報の獲得を取引コストと呼んでいることにも言及した。スティグリッツはまた、情報の非対称性の源泉を絞り込もうとしている。それを各個人が他者の持たない情報を持つという本質に結び付けている。スティグリッツは、情報の非対称性を克服する方法にも言及している。彼は、インセンティブと情報の非対称性を克服するメカニズムの2つが重要であると考えている。市場は本質的に情報の面で非効率的であるため、インセンティブは常に存在すると主張する。知識を得ることで利益を得る機会があれば、人々はそれを行う。利益が得られなければ、人々はそれを行わない。
スペンスのシグナリングに関する研究は、1980年代に進展し、ゲーム理論として知られる研究分野を生み出した。
情報の非対称性の概念は、経営研究にも大きな影響を与えてきた。研究者たちが研究を続ける中で、さらなる改善と機会を提供し続けている。

## モデル
情報の非対称性モデルは、ある当事者が他の当事者がアクセスできない情報を持っていることを前提としている。一方の当事者が合意の特定の部分を強制したり、違反に対して効果的に報復したりできるが、他方はそうできない状況でも、情報の非対称性モデルを使用できる場合がある。

### 逆選抜
ジョージ・アカロフは、情報の非対称性が逆選抜につながると示唆した。逆選抜モデルでは、無知な当事者が取引の合意された理解または契約を交渉する際に、情報が不足しているか、異なる情報を持っている。逆選抜の例として、保険会社が特定の個人のリスクに関する情報不足や法律などの制約により、高リスクの人を効果的に差別できないため、高リスクの人ほど保険を購入する可能性が高いことが挙げられる。
信用財は、情報の非対称性の逆選抜モデルに適合する。これらは、消費者が製品を消費した後でもその品質を見抜くための知識を欠いている財や、必要な品質を知らない財である。心臓手術などの複雑な医療行為がその例である。

### モラルハザード
モラルハザードは、無知な当事者が合意された取引の履行に関する情報を欠いているか、合意違反に対して報復する能力を欠いている場合に発生する。これにより、当事者が自分の行動の結果に全面的に責任を負わないため、リスクを取る可能性が高くなる状況が生じ得る。モラルハザードの例として、保険会社がその行動を観察できないか、例えば保険の更新を拒否するなどして効果的に報復できないために、保険に加入した後に人々が無謀な行動を取る可能性が高くなることが挙げられる。モラルハザードは個人に限定されず、企業も救済されることを知っていればより無謀に行動し得る。例えば、政府が救済することを知っていれば、銀行は当事者にリスクの高い融資をさせる。

### 知識の独占
知識の独占のモデルでは、無知な当事者は意思決定のために状況に関する全ての重要な情報にアクセスする権利を持たない。つまり、一方の当事者が情報を独占的に管理している。このタイプの情報の非対称性は政府にも見られる。知識の独占の例として、一部の企業では上級管理職のみが第三者から提供された企業情報に完全にアクセスできる一方で、下級従業員は限られた情報のみを提供されて重要な意思決定を求められることが挙げられる。

## 解決策
情報の非対称性を減らすための対策が広く議論されてきた。逆選抜に関する古典的な論文は、1970年のジョージ・アカロフの「レモンの市場」であり、情報問題を経済学理論の最前線に押し出した。シグナリングとスクリーニングを探求したこの論文は、この問題に対する2つの主要な解決策を議論している。同様の概念としてモラルハザードがあるが、これは逆選抜とタイミングのレベルで異なる。逆選抜は相互作用の前に当事者に影響を与えるのに対し、モラルハザードは相互作用の後に当事者に影響を与える。情報開示の義務化などの規制手段も情報の非対称性を減らすことができる。保証はさらに非対称情報の影響を緩和するのに役立つ。

### シグナリング
マイケル・スペンスが元々シグナリングのアイデアを提案した。彼は、情報の非対称性がある状況では、人々が自分のタイプを信号で伝えることで、他の当事者に信頼できる情報を伝達し、非対称性を解消できる可能性があると示唆した。
このアイデアは当初、労働市場でのマッチングの文脈で研究された。雇用主は「学習が得意な」新入社員の雇用に関心がある。もちろん、全ての求職者は「学習が得意」だと主張するが、実際にそうかどうかを知っているのは本人だけである。これは情報の非対称性である。
スペンスは例えば、大学に行くことが学習能力の信頼できる信号として機能し得ると提案した。学習が得意な人は学習が不得意な人よりも大学を容易に卒業できると仮定すると、学習が得意な人は大学を卒業することで、自分のスキルを潜在的な雇用主に知らせることができる。大学で何をどれだけ学んだかに関係なく、卒業することが学習能力の信号として機能するのである。ただし、大学を卒業することは、大学の学費を払う能力の信号に過ぎない可能性もある。それは、個人が正統的な見解に従う意思の信号かもしれないし、権威に従う意思の信号かもしれない。
シグナリング理論は電子商取引の研究にも使用できる。電子商取引における情報の非対称性は、契約前に売り手の真の特性について買い手の誤解を招く情報の歪みから生じる。マブラノワ、ベンブナン・フィッチ、クーファリス（2012）は、シグナリング理論が信号と品質の関係を説明し、なぜ一部の信号は信頼できるが他は信頼できないのかを示していることに気付いた。電子商取引では、信号は売り手の特性に関する情報を伝達する。例えば、高品質の売り手は記号やロゴを使用して自分の身元を買い手に示すことができ、買い手はこれらの信号をチェックして売り手の品質の信頼性と妥当性を評価する。マブラノワ、ベンブナン・フィッチ、クーファリス（2012）の研究では、低品質と高品質のオンライン販売者の間で信号の使用方法が異なることも確認された。低品質の売り手は高価で検証が容易な信号の使用を避ける傾向があり、高品質の売り手よりも信号を使用しない傾向がある。したがって、信号は情報の非対称性を減らすのに役立つ。

### スクリーニング
ジョセフ・E・スティグリッツがスクリーニングの理論を開拓した。これにより、情報の少ない側の当事者は、他方の当事者に情報を明らかにさせることができる。他方の当事者の秘密情報に依存する選択肢を、一方の当事者がメニューとして提供できるのである。
非対称性は買い手側にも売り手側にも起こり得る。例えば、買い手よりも優れた情報を持つ売り手には、中古車販売業者、住宅ローンブローカーおよび融資者、証券ブローカー、不動産業者などがいる。一方、買い手の方が通常売り手よりも優れた情報を持つ状況には、遺言で指定された遺品整理、生命保険、事前に専門家による価値の評価を受けていない古い芸術品の販売などがある。この状況は、1963年にケネス・アローが医療に関する論文で初めて説明した。
ジョージ・アカロフは『レモンの市場』で、そのような市場では完全に良い品質のものであっても、コモディティの平均価値が下がる傾向があることに気付いた。情報の非対称性のために、不正直な売り手は「偽造品」（時計などのレプリカ商品）を売って買い手を騙すことができる。一方、買い手は通常、レモンと優良品を見分けるのに十分な情報を持っていない。その結果、多くの人は詐欺に遭うリスクを冒すことを望まず、ある種の購入を避けたり、特定の商品にそれほど多くを支払わなかったりする。アカロフは、市場が存在しないほどに衰退することさえ可能であることを示している。

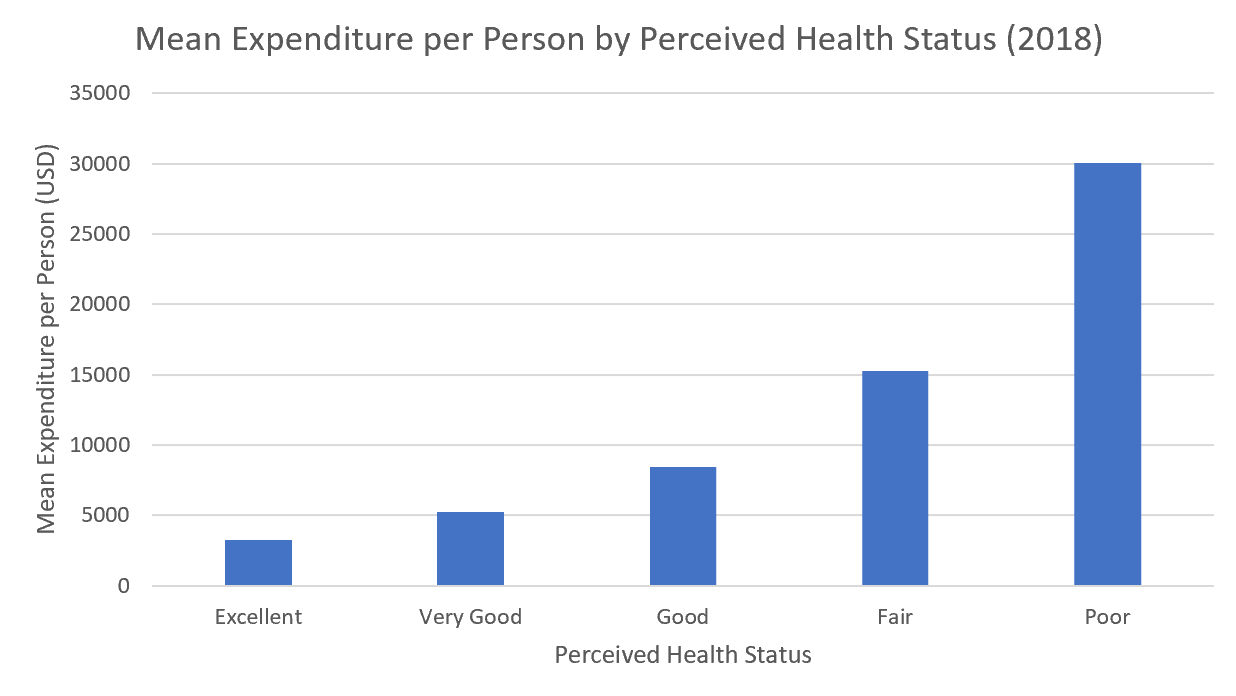
低リスク参加者が集団から抜けると、集団の予想コストが上昇し、保険料が上昇する

医療保険の市場は、逆選抜と情報の非対称性が市場の失敗を引き起こす例である。通常、保険契約者はグループ化されており、人々は抜けることはできるが、一度設定されると誰も加入することはできない。時間の経過とともに健康状態が明らかになると、健康コストに関する情報が生まれ、低リスクの保険契約者は保険料と健康状態の不一致に気付く。このため、健康な保険契約者は抜けて、自分の予想健康コストに合った安い保険に再申請するインセンティブがあり、これにより保険料が上昇する。高リスクの保険契約者は保険への依存度が高いため、グループの規模が縮小するにつれて高い保険料に縛られ、保険料がさらに上昇する。このサイクルは、高リスクの保険契約者も同様に安い保険料の健康保険を見つけるまで繰り返され、最初のグループは消滅する。この概念はデス・スパイラルとして知られ、1988年頃から研究されている。
アカロフはまた、情報の非対称性を減らすための様々な方法を提案している。市場参加者間の情報の非対称性を減らすために使用できる手段の1つは、対抗制度と呼ばれる仲介市場機関であり、例えば商品の保証がある。保証を提供することで、取引の買い手は、商品が「レモン」であるリスクを完全に負う前に、売り手と同じ量の情報を得るための追加の時間を使うことができる。情報の不均衡を減らすのに役立つ他の市場メカニズムには、買い手に一定の品質レベルを保証するブランド名、チェーン店、フランチャイズなどがある。これらのメカニズムはまた、高品質の製品の所有者がその商品の全価値を得ることを可能にする。これらの対抗制度は、市場規模がゼロに縮小するのを防ぐのである。

### 保証
保証は製品の信頼性を検証する方法として利用され、品質が十分でない場合に売り手が商品の交換や修理を約束する保証である。製品保証は、買い手や金融機関から要求されることが多く、バビロニア時代からの調停の形として使用されてきた。保証は保険の形を取ることもあり、買い手の費用負担で行われることもある。「レモン法」の導入により、欠陥商品を受け取った顧客に対する情報の非対称性の影響は排除された。基本的に、これは一定の期間内であれば状況に関係なく、顧客が欠陥商品を返品できることを意味する。

### 強制的情報開示
シグナリングとスクリーニングは、より多くの情報を持つ側の当事者が、自身の最善の利益のために、様々な手段を用いて相手側に情報を伝えるという、自発的な情報開示に似ている。しかし、自発的な情報開示は常に実行可能とは限らない。したがって、規制当局は情報の普及を促進するために積極的な措置を取ることができる。例えば、証券取引委員会（SEC）は、企業が投資家に重要な情報を忠実に開示しなければならないというレギュレーション・フェア・ディスクロージャー（RFD）を開始した。この政策は情報の非対称性を減らし、取引コストの低下に反映された。

### インセンティブとペナルティ
企業がモラルハザードを減らすためには、悪い行動へのペナルティと目的を一致させるためのインセンティブを導入することができる。インセンティブを組み込む例としては、保険会社が顧客に総価値の保険をかけないことが挙げられる。これは、顧客も財務的責任を負うことになるため、無謀になるインセンティブを与えるのである。

## 情報収集
伝統的な契約理論のほとんどのモデルでは、非対称情報は外生的に与えられると仮定している。しかし、一部の著者は、エージェントが情報を収集するかどうかを決定するために非対称情報が内生的に発生する契約理論モデルも研究している。具体的には、クレマーとハリル(1992)とクレメル、ハリル、ロシェ(1998a)は、プリンシパルが契約を提示した後のエージェントの私的情報を取得するインセンティブを研究している。ホッペとシュミッツ(2013)は実験室実験で、この理論の実証的裏付けを提供した。この設定のバリエーションを研究する、さらにいくつかのモデルが開発されている。例えば、エージェントが最初に情報を収集していない場合、生産開始前に後から情報を知るかどうかで違いがあるのだろうか。契約が提示される前に既に情報を収集できる場合はどうなるのか。プリンシパルがエージェントの情報取得の決定を観察した場合はどうなるのか。最後に、この理論は、官民パートナーシップや垂直統合など、いくつかの文脈で応用されている。

## 情報源
社会内の情報の非対称性は、いくつかの方法で生み出され、維持されることがある。第一に、マスメディアは、所有構造や政治的影響のために、特定の観点を広めることに失敗したり、プロパガンダキャンペーンに従事することを選択したりする可能性がある。さらに、高額な授業料に依存する教育制度は、貧困層と富裕層の間に情報の不均衡を生み出す可能性がある。不均衡は、文書の機密指定手続きや秘密保持契約などの特定の組織的・法的措置によっても強化され得る。世界中で機能する排他的な情報ネットワークも、非対称性に貢献している。著作権法は、貧困層と富裕層の間の情報の不均衡を拡大する。最後に、監視社会は、政治・産業指導者が大量の情報を収集するのに役立つが、その情報は通常、社会の他の部分とは共有されない。

## 市場への影響
ザボロキナ、シュレーゲル、シュワーベ (2020)は、情報の非対称性により買い手と売り手が互いに不信感を持ち、日和見的行動につながり、市場が完全に崩壊する可能性さえあると述べている。同時に、市場での品質の低下も結果の1つであり、売り手は高品質の製品を提供するための生産コストをカバーするのに十分な利益を得られない。
対策
- アビト、ホセ・ミゲル、サラント、ユヴァルらは、保証が消費者の福祉を高めることは、消費者の意思決定を直接導き、買い手の高品質な買い手への信頼を高める政策の重要性を浮き彫りにすると提案した[47]。
- リアルタイムの情報発信プラットフォームを確立し、収集した情報に基づいて市場の透明性を実現し、取引の懸念を排除する。
- 専門家のレビューを提供するなど、第三者による品質チェックで顧客体験を向上させる。
- 消費者保護法により、製品の品質が期待に沿ったものであり、契約条件が公正であることを確保する。
- 基準と証明書の形で品質を保証し、全ての技術的パラメーターがテストされていることを証明する。

## 研究における応用

### 会計と金融
会計の分野における研究の相当部分は、情報の非対称性の観点から枠組みを定めることができる。なぜなら、会計は企業の情報をそれを持っている人からそれを意思決定に必要とする人へ伝達することを含むからである。バルトフとボドナール(1996)は、企業が使用する異なる会計方法が情報の非対称性につながる可能性があることを指摘した。例えば、収益を積極的に計上することで、財務諸表の作成者は、財務諸表を読む人よりも将来の収益水準をはるかによく理解できるようになる。同様に、金融文献でも、組織間の情報の非対称性の認識は、企業の評価はその財務構造に影響されないと述べたMM理論に異議を唱えた。この定理に異議を唱えるのは、投資家が企業と同じ情報を持つことが重要な前提の1つだからである。情報の対称性がなければ、企業は自社の評価を最大限に活用するために資本構造を活用することができる。情報の非対称性は、経営者の利害を利害関係者の利害に一致させることの重要性を明らかにした。情報から大きな力を持つ経営者は、企業の利益ではなく自分の利益に基づいて意思決定を行う可能性があるためである。情報の非対称性のレベルと関連する監視コストが高い場合、企業は取締役会による監視に依存する度合いが低くなり、インセンティブの調整により依存する傾向がある。経営者が情報の非対称性からくる権力を乱用しないようにするために、業績に基づいてボーナス制度で報酬を与えるなど、様々な措置が講じられている。この研究分野はプリンシパル＝エージェント理論と呼ばれる。さらに、金融経済学者は、情報の非対称性を、情報レベルの異なる金融市場参加者（インサイダー、株式アナリスト、投資家など）の研究や、マイクロファイナンス機関の資金調達コストの研究に応用している。

### ブログの影響
情報の非対称性の源としてのブログの影響と、非対称情報を減らすためのツールとしての影響も、よく研究されている。金融ウェブサイト上のブログは、投資家、アナリスト、ジャーナリスト、学者の間のボトムアップのコミュニケーションを提供する。金融ブログは、企業の責任者が自社や一般の人々から財務情報を隠すのを防ぐのに役立つ。新聞や雑誌などの伝統的なメディアと比較して、ブログは情報に容易にアクセスできる場を提供する。グレゴリー・サクストンとアシュリー・アンカーによる2013年の研究では、信頼できる個人によるブログサイトへの参加が増えると、企業の内部者間の情報の非対称性が減少し、インサイダー取引のリスクもさらに減少すると結論付けている。

サブゲームを示す不完全情報のゲーム。ここでは、各プレイヤーは意思決定の際に相手の動きに関する情報を持っていない。この表現はゲームにおける1人の意思決定を表しているが、プレイヤーの実際の意思決定のタイミングとは一致しない。ノード間の点線は情報の非対称性を表し、ゲーム中、一方の当事者がノードを区別できないことを示している。

### ゲーム理論
ゲーム理論は非対称情報の分析に使用できる。ゲーム理論の基礎となるアイデアの多くは、情報の非対称性の枠組みに基づいている。同時手番ゲームでは、各プレイヤーは相手の動きを事前に知ることができない。逐次ゲームでは、プレイヤーは相手の動きの全部または一部を観察できる。情報の非対称性の一例として、一方のプレイヤーは相手の過去の行動を観察できるが、もう一方のプレイヤーはそれができない場合がある。したがって、ゲームにおける情報の非対称性の存在とレベルが、ゲームのダイナミクスを決定する。ジェームズ・フィアロンは、ゲーム理論の文脈での戦争の説明を研究する中で、戦争は情報の非対称性の結果である可能性があることに気付いた。つまり、2つの国は、自国の軍事資源の量を歪めるインセンティブを持っているため、非暴力的な解決に至らないのである。

### 契約理論
契約理論は、情報レベルが異なる状況で、様々な経済主体がどのように契約関係を結ぶことができるかについての洞察を提供する。契約理論の発展は、その当事者が契約の対象について異なるレベルの情報を持っていることを前提としている。例えば、道路建設契約では、土木技師はプロジェクトを遂行するために必要な様々な投入物について、他の当事者よりも多くの情報を持っているかもしれない。契約理論を通じて、経済主体は、自分たちが利用可能な情報をどのように活用して有利な契約関係を結ぶことができるかについての洞察を得る。情報の非対称性が競争する利害関係を持つ当事者間で引き起こす影響は、ゲームなどで、ゲーム理論に貢献してきた。どのゲームでも、プレイヤーは互いに完全な情報を持っているわけではない。最も重要なのは、どのプレイヤーも他のプレイヤーが勝利を実現するためにどのような戦略を使うつもりなのかを知らないことである。この情報の非対称性と競合する利害関係により、ゲーム理論が発展した（一定のルールの下で競争することを求められる状況に陥った当事者が、期待される結果を最大化する方法を提供することを目指す）。
情報の非対称性は、ある問題について一部の当事者が他の当事者よりも多くの情報を持っている状況で発生する。これは市場の失敗の主な原因と考えられている。情報の非対称性が市場の失敗に寄与するのは、それが現代の市場のあり方を導くと期待されている自由な手を損なうためである。例えば、証券市場は、上場企業が資本を調達するための主要な手段を形成している。世界中の証券市場の運営は、現在および潜在的な投資家が市場に上場されている株式やその他の証券について同じレベルの情報を持つことを保証する方法で行われている。そのレベルの情報の対称性は、市場のすべての当事者に同様の条件を確保するのに役立ち、それがひいては、それらの市場に上場されている証券が公正価値で取引されることを保証するのに役立つ。ただし、特定の当事者が公開情報ではない情報を入手したときに、情報の問題が発生する場合がある。これにより、証券の突然の急騰や下落などの市場リターンの異常が発生する可能性がある。

### 人工知能
チリツィ・マルワラとエヴァン・ハーウィッツは、情報の非対称性と人工知能の関係を研究し、2つの人工知能エージェント間の情報の非対称性のレベルは、2つの人間のエージェント間よりも低いことを観察した。その結果、これらの人工知能エージェントが金融市場に参入すると、裁定機会が減少し、市場の効率性が高まる。また、この研究では、市場における人工知能エージェントの数が増えると、市場での取引量が減少することも明らかになった。これは主に、商品やサービスの価値認識における情報の非対称性が取引の基礎となっているためである。

### マネジメント
情報の非対称性は、情報の非対称性の概念化から、それを減らすための解決策の構築まで、マネジメント研究において様々な方法で適用されている。研究によると、情報の非対称性は企業の競争優位の源泉になり得る。シュミットとカイルによる2013年の研究では、企業内の私的な情報の非対称性の存在が通常の事業活動に影響を与えていることが明らかになった。自社の資源についてより具体的な理解を持つ企業は、この情報を競合他社に対する優位性を判断するために使用できる。オゼムル、ロイアー、グラティの2013年の研究では、ベンチャーキャピタリストと提携ネットワークにおいて、「異なる情報」が情報の非対称性の追加的な源泉であることがわかった。異なるチームメンバーが多様で専門的な知識、価値観、見解を共通の戦略的意思決定にもたらす場合、メンバー間で均質な情報分布がないことが、非効率的な意思決定につながる。
企業は情報格差を利用する戦略を適用する能力を持っている。その方法の1つはインプレッション・マネジメントであり、情報の非対称性を利用して、外部の利害関係者やアナリストの意見に積極的に影響を与えるために、行動を起こし、情報を公開することを伴う。企業が情報の非対称性を利用するもう1つの方法は、デカップリングである。これは、正式な手続きとその実施の失敗との不一致を表す。その一例が、自社株買いの計画を発表するが実行する意思がない経営者で、これにより、株主の犠牲において自分の利益のために新しいキャッシュフローを調達することができる。マネジメント研究はさらに、エージェントが情報の隠蔽を通じて情報の非対称性を永続させることができると説明している。これには、ライバルに対する情報優位を利用するために情報を共有しない企業が含まれる。リソースベース理論では、企業は自社の競争優位性に関する情報を隠蔽することで、因果関係の曖昧さを構築し、模倣から自社を保護していることを示している。。
情報の非対称性の問題は、いくつかのアプローチでマネジメントによって解決できる。第一に、情報の開示と共有を奨励するためにインセンティブを使用することである。その一例は、比較的多くの情報を開示する企業と特に提携することである。第二に、プリコミットメントを通じて、将来のコミットメントを確実にするために現在行動を起こすことである。第三に、仲介者を使用して、2者間の情報を収集し、伝達することである。これの一般的な例は、企業の財務諸表から情報を収集し、それを使用して潜在的な投資家や顧客のためのレポートやアドバイスを作成する財務アナリストである。第四に、モニタリングと報酬の使用である。モニタリングにより、マネジメントは以前は不確実だったパフォーマンスや行動などの情報を確認できる。モニタリングは、パフォーマンスに対する報酬などの他のインセンティブと併用することもできる。

### オンライン広告
オンライン広告は広告の主要な形態であり、情報の非対称性の潜在的な源泉である。オンライン広告は、効用（商品）がメッセージにエンコードされ、顧客がそのメッセージを受信し、デコードして購入決定を行うことで構成される。企業のメッセージは特定の目標と意図に合わせて調整されており、解釈や意図によって情報の非対称性の源泉となり得る。インターネットの性質と社会におけるソーシャルメディアの普及により、企業は他の形態の広告よりも受動的ではない方法でプロモーションコンテンツを作成する機会を得ている。「ノイズ」は、受信者によるメッセージの解釈を妨げたり、変更したり、遮断したりする意図で使用される技術を表す。これにより、買い手が自分に送られてくるメッセージを完全に理解していると信じていても、製品を最大限に理解していない可能性があるため、取引における情報の非対称性の量が増加する可能性がある。
企業はオンライン広告を通じて仮想市場とコミュニケーションを取るため、消費者が操作されていると感じたり、情報の非対称性を感じたりするフィードバックは、企業の透明性の欠如を示している可能性がある。大々的に宣伝され、強力に販促された商品は、競合他社の宣伝が少なくても製品が劣っていても、顧客に購入される可能性が高く、逆選抜が起こる。インターネットの力は、消費者が情報の非対称性にどのように対処するかも変える。消費者は、比較的少ない労力で製品について大量の情報を見つける手段を持っているからである。消費者はこの力を利用して、悪意を持って販売されていない製品を見つけるための調査を支援することができるが、この決定は消費者が完全に合理的であるためではなく、情報の非対称性のために行われる。
一部の消費者は、企業がメディア消費を宣伝し、影響を与えるための戦略や技術を使用していることを認識しているが、それに応じて情報源への信頼を必ずしも変更するわけではない。信頼できそうに見えるが悪意のある可能性があるオンライン広告は、情報の非対称性があっても、消費者自身がそのメディアに批判的であると認識していても、消費者から信頼されることがある。ソーシャルメディアの著名人は、他の有名人と同様に、広告に説得力がないと考えている消費者にも影響力を持っており、企業に情報の非対称性の可能性がある攻撃的な広告の別の方法を提供している。